# Райман, Бернхард
Бернхард Райман (нем. Bernhard Raimann; 23 сентября 1997, Штайнбрунн) — профессиональный австрийский футболист, выступающий на позиции тэкла нападения в клубе НФЛ «Индианаполис Колтс». На студенческом уровне играл за команду Центрального Мичиганского университета. На драфте НФЛ 2022 года был выбран в третьем раунде.

## Биография
Бернхард Райман родился 23 сентября 1997 года в Штайнбрунне. Американским футболом он увлёкся в детстве, с тринадцати лет начал играть за команду клуба «Вена Вайкингс». Учился в школе Балльшпортгимназиум, один год провёл по обмену в США, где посещал старшую школу Делтон—Келлогг и играл в составе её футбольной команды. После окончания школы в Вене прошёл обязательную шестимесячную службу в вооружённых силах Австрии. В 2017 году поступил в Центральный Мичиганский университет.

### Любительская карьера
Выступления в составе университетской футбольной команды Райман начал в сезоне 2018 года. Он играл на позиции тайт-энда, принял участие в двенадцати играх, сделав 10 приёмов на 88 ярдов. В 2019 году он сыграл в четырнадцати матчах, набрав на приёме 76 ярдов. Перед началом сезона 2020 года тренерский штаб команды принял решение перевести Раймана на позицию тэкла нападения. Он успешно адаптировался к новой роли и сыграл в стартовом составе в шести матчах сокращённого из-за пандемии COVID-19 турнира.
В сезоне 2021 года он сыграл за команду в двенадцати матчах, одиннадцать из них начал в стартовом составе. Благодаря успешной игре линии нападения раннинбек Лью Николс стал самым результативным бегущим сезона, набрав выносом 1848 ярдов. По итогам турнира издание Pro Football Focus назвало Раймана лучшим игроком нападения в конференции MAC, журнал Sporting News включил его во вторую сборную звёзд NCAA. В начале 2022 года он получил приглашение на матч всех звёзд выпускников колледжей.

### Профессиональная карьера
Перед драфтом НФЛ 2022 года Раймана включали в пятёрку лучших тэклов нападения, прогнозируя ему будущее игрока стартового состава уже в дебютном сезоне. К преимуществам игрока относили его атлетизм, игру руками, уверенность в себе. Среди недостатков назывались технические ошибки в работе ног, нехватку массы в нижней части тела, короткие по стандартам НФЛ руки.
На драфте Райман был выбран «Индианаполисом» в третьем раунде под общим 77 номером. В мае он подписал с клубом четырёхлетний контракт на общую сумму 5,3 млн долларов. В своём дебютном сезоне он сыграл в шестнадцати матчах регулярного чемпионата, в тринадцати из них выходил на позиции тэкла нападения. По ходу сезона Райман занял место стартового левого тэкла. Всего за проведённое на поле время он пропустил семь сэков и допустил девять нарушений правил, большая часть из которых пришлась на его первую игру в составе линии против «Денвера».